# Edmund Kammel

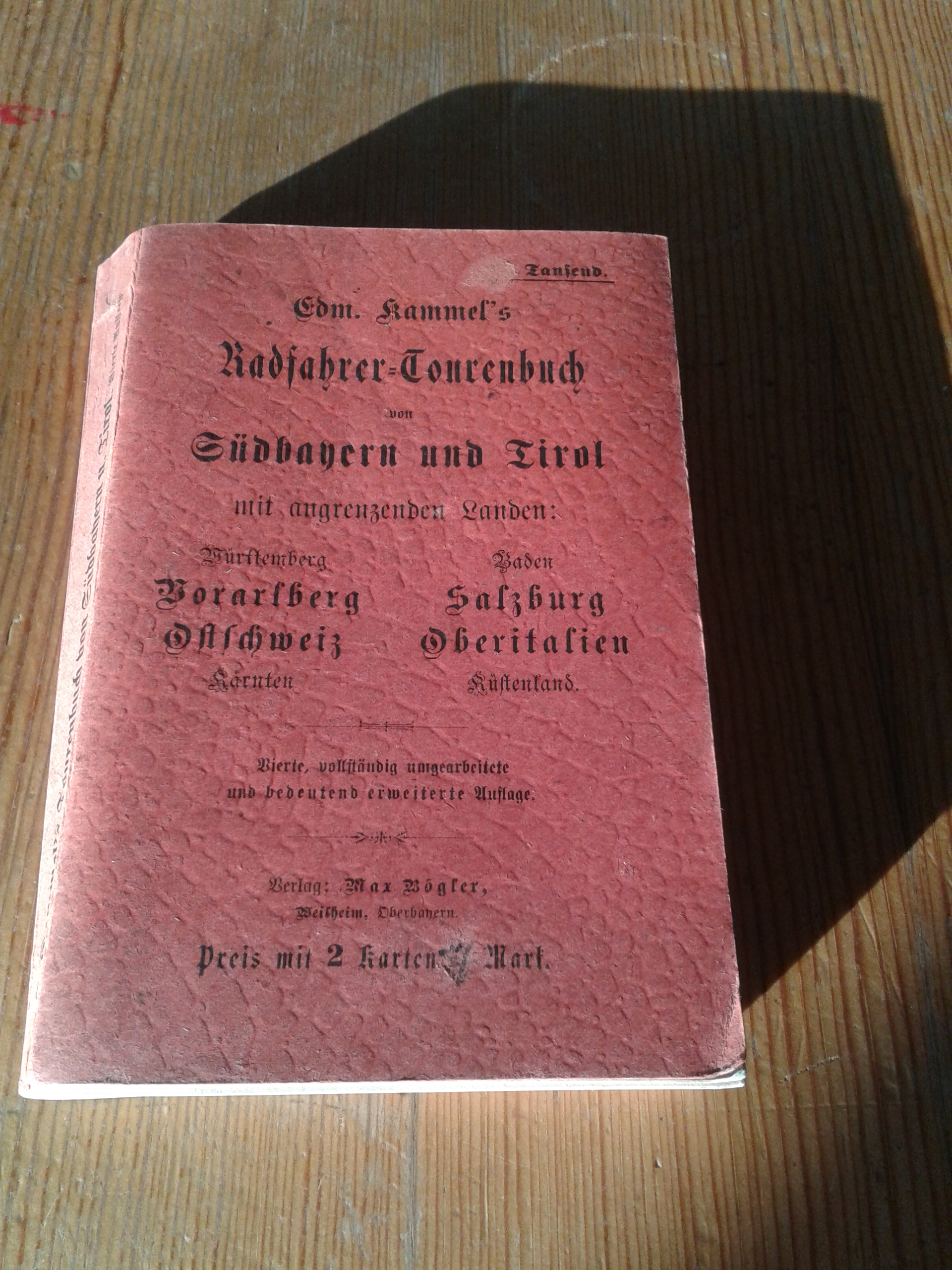
Edm. Kammel’s Radfahrer-Tourenbuch von Südbayern und Tirol mit angrenzenden Landen

Edmund Kammel (* 2. Oktober 1846 in München; † 28. Oktober 1914 in Weilheim) war selbständiger Apotheker in Weilheim und Autor von Tourenbüchern und -karten für Radfahrer.

## Leben
Für seine Verdienste wurde er im Sommer 1897 in der Generalversammlung des 12. Kongresses der Allgemeinen Radfahrer-Union - Deutscher Touren-Club in München zum Ehrenmitglied ernannt. Kammel schrieb in seinem Tourenbuch 1899 (Gaue zwischen Inn und Salzach) von seinen 18 Jahren Erfahrung als Tourenfahrer. Er dürfte als ca. 35-Jähriger etwa 1881 mit dem Radfahren begonnen haben.
Er lebte ab spätestens 1895 als selbständiger Apotheker in Weilheim, möglicherweise auch schon 1889. Zuvor war Edmund Kammel ab 1873 oder 1875 Apotheker in der Malteser-Apotheke in Landsberg.
Kammel wird auch als erfolgreichster Tourenfahrer um 1900 bezeichnet: In 18 Jahren seiner literarischen Schaffenszeit sei er mindestens 18000 Kilometer selbst abgefahren, einige Strecken seiner Tourenbücher mehrfach. Die 2. Auflage des Tourenbuches für Südbayern enthält 100 Hauptrouten mit rund 6850 km Länge und weitere Nebenrouten. Die 4. Auflage enthält bereits 218 Hauptrouten. Gelobt wurde schon seinerzeit die Ausführlichkeit und Genauigkeit seiner Streckenbeschreibungen.
Edmund Kammel war 1897 Vorsitzender des Radfahrervereins RV Weilheim.

## Schriften
- Radfahrer-Touren-Buch für Weilheim unter Berücksichtigung der Nachbarorte Landsberg, München, Murnau, Schöngau und Tölz: Nebst-Karte von Oberbayern zum Weilheimer Tourenbuch für Radfahrer, Weilheim: Gebr. Bögler, 1892. - 1 Bl., 48 S. 1 Karte, BSB München, (Digitalisat).
- Edm. Kammel’s Radfahrer-Tourenbuch von Südbayern und Tirol mit angrenzenden Landen, 2. Auflage - Weilheim: Gebr. Bögler, (1895). - 112 S.
- Edm. Kammel’s Radfahrer-Tourenbuch von Südbayern und Tirol mit angrenzenden Landen, 3. vollst. umgearb. u. bedeutend erw. Aufl. - Weilheim: Gebr. Bögler, (1897). - 280 S. 1 Karte, BSB München, (Digitalisat).
- Edm. Kammel’s Radfahrer-Tourenbuch der Gaue zwischen Inn und Salzach nebst den Zufuhrstraßen von München, Innsbruck und Landshut, Weilheim: Gebr. Bögler, (1899). - 1 Bl. VI, 112 S. 1 Karte, BSB München.
- Edm. Kammel’s Radfahrer-Tourenbuch von Südbayern und Tirol mit angrenzenden Landen, 4. Auflage - Weilheim: M. Bögler, (1901). - XIV, 352 S. 2 Karten, BSB München.
- Übersichts-Karte zum Radfahrer-Tourenbuch von Südbayern und Tirol, Weilheim: Bögler, 1910. - 1 Kt. auf 2 Bl., BSB München.